# Apistogramma tucurui
Apistogramma tucurui är en fiskart som beskrevs av Wolfgang Staeck 2003. Apistogramma tucurui ingår i släktet Apistogramma och familjen Cichlidae. Inga underarter finns listade i Catalogue of Life.